# ヘキサシアニド鉄(III)酸塩
ヘキサシアニド鉄(III)酸塩（ヘキサシアニドてつさんさんえん）は、[Fe(CN)6]3−イオン及びこれを含む塩である。慣用名はフェリシアニド(ferricyanide)であり、IUPACの古い配位子名を用いてヘキサシアノ鉄(III)酸とも呼称された。よく見られる塩には有機化学において酸化剤として使われる赤色のヘキサシアニド鉄(III)酸カリウム（フェリシアン化カリウム）がある。

## 性質
{\displaystyle {\ce {[Fe(CN)6]^{3-}}}} は、Fe3+中心に6個のシアニド配位子が八面体形に結合した構造をしている。この錯イオンの対称性群はOhである。
イオンは低スピンであり、容易に[Fe(CN)6]4−のフェロシアニドに還元される。この酸化還元はFe-C結合の形成、切断は伴わない。
{\displaystyle {\ce {[Fe(CN)6]^{3-}\ +{\mathit {e}}^{-}->\ [Fe(CN)6]^{4-}}}}
この対は電気化学では標準的である。
ヘキサシアニド鉄(III)酸はシアン化カリウムのような一般的なシアン化物と同等であるが、CN-とFe3+の結合が強いため毒性は弱い。しかしながら、無機酸と反応すると猛毒のシアン化水素ガスを発生させる。

## 参照
- ヘキサシアニド鉄(II)酸（フェロシアニド）
- ヘキサシアニド鉄(III)酸カリウム（フェリシアン化カリウム）
- ヘキサシアニドコバルト(III)酸
- ヘキサシアニドコバルト(III)酸カリウム